# دیوید استالز
دیوید استالز (انگلیسی: David Astals؛ زادهٔ ۱۳ دسامبر ۲۰۰۱) بازیکن فوتبال است.